# IC 4389
IC 4389 ist eine Balken-Spiralgalaxie vom Hubble-Typ SBbc im Sternbild Zentaur am Südsternhimmel, welche etwa 462 Millionen Lichtjahre von der Milchstraße entfernt ist.
Das Objekt wurde am 14. Mai 1904 von Royal Harwood Frost entdeckt.